# Frenkel
Frenkel je priimek več oseb:
- Naftalij Aronovič Frenkel, sovjetski general
- Jakov Iljič Frenkel, ruski fizik
- James Frenkel, ameriški urednik